# 130-й меридіан західної довготи
130-й меридіан західної довготи — лінія довготи, що лежить на 130 градусів західніше Гринвіцького меридіана. Вона проходить від Північного полюса через Північний Льодовитий океан, Північну Америку, Тихий океан, Південний океан та Антарктиду до Південного полюса.
130-й меридіан західної довготи формує велике коло разом із 50-тим меридіаном східної довготи.

## Список географічних об'єктів, що перетинає 130° зх. д.
Починаючи на Північному полюсі та рухаючись до Південного полюса, 130-й меридіан західної довготи проходить через:
| Координати                                                   | Країна, територія або море | Примітки |
| ------------------------------------------------------------ | -------------------------- | --- |
| 90°0′ пн. ш. 130°0′ зх. д. / 90.000° пн. ш. 130.000° зх. д.  | Північний Льодовитий океан | |
| 75°17′ пн. ш. 130°0′ зх. д. / 75.283° пн. ш. 130.000° зх. д. | Море Бофорта               | |
| 70°4′ пн. ш. 130°0′ зх. д. / 70.067° пн. ш. 130.000° зх. д.  | Канада                     | Північно-Західні території Юкон Північно-Західні території Юкон Британська Колумбія                          |
| 55°19′ пн. ш. 130°0′ зх. д. / 55.317° пн. ш. 130.000° зх. д. | США                        | Аляска — проходить через найсхіднішу точку штату — національну пам'ятку Місті-Фьордс[en] — приблизно на 6 км |
| 55°16′ пн. ш. 130°0′ зх. д. / 55.267° пн. ш. 130.000° зх. д. | Канада                     | Британська Колумбія — проходить через материк та острови Пітт і Банкс                                        |
| 53°12′ пн. ш. 130°0′ зх. д. / 53.200° пн. ш. 130.000° зх. д. | Тихий океан                | Проходить східніше острова Піткерн[en], Піткерн                                                              |
| 60°0′ пд. ш. 130°0′ зх. д. / 60.000° пд. ш. 130.000° зх. д.  | Південний океан            | |
| 74°19′ пд. ш. 130°0′ зх. д. / 74.317° пд. ш. 130.000° зх. д. | Антарктида                 | Проходить через Землю Мері Берд, на яку жодна країна не претендує                                            |